# Violeta Parra
Violeta del Carmen Parra Sandoval (født 4. oktober 1917, død 5. februar 1967) var en chilensk sangerinde. Hun er en af de vigtigste repræsentanter for nueva canción. Parra blev født i San Carlos i Ñuble-provinsen, en lille by i det centrale Chile. Som ung blev hun hurtigt viklet ind i de progressive bevægelser omkring nueva canción og socialistpartiet.
I Santiago grundlagde hun La peña de los Parra (en "peña" er et samlingssted for kunst og politisk aktivisme, som blomstrede under Salvador Allendes regeringsperiode). Efter militærkuppet den 11. september 1973, hvor Allende blev styrtet, blev peña'erne forbudt. Forbuddet varede til 1990. Efter demokratiets retur er peña'erne genopstået over hele Chile og resten af verden, hvor chilenere har været i eksil under diktaturet.
Violeta Parra tilhørte en store musiker- og kunstnerfamilie i Chile. Hendes bror var den anerkendte digter Nicanor Parra. Hendes søn Ángel Parra og hendes datter Isabel Parra er ligeledes kendte chilenske musikere og arvtagere til nueva canción.
Violeta Parra begik selvmord med et haglgevær i 1967.
Parras kendteste sang "Gracias a la vida" blev udbredt over hele Sydamerika af Mercedes Sosa og i USA og Europa af Joan Baez. I nordisk sammenhæng blev sangen særligt kendt, da den blev sunget i Brita Åmans svenske oversættelse "Jag vill tacka livet" af den finsksvenske kunstner Arja Saijonmaa ved Sveriges statsminister Olof Palmes begravelse i 1986.